# Keyza Soze
Keyza Soze (znany także jako Kaizer i Verbal Kint) – producent, DJ i kompozytor  pochodzący z berlińskiej dzielnicy Neukölln.

## Kariera
Jego muzyczna kariera rozpoczęła się w 1996 roku, kiedy to zrobił zupełnie dla zabawy i dla swoich przyjaciół mixtape. Postanowił jednak ów mixtape wydać. W 1997 roku postanowił zakończyć karierę w drużynie piłkarskiej i oddał się całkowicie produkcji muzycznej. W 2001 roku nawiązał współpracę z berlińską sceną hip-hopową. Pierwszymi jego projektami były Weltkrieg No.3 oraz Pee Ohh, do pracy nad którymi zaprosił także skład M.O.R. (członkami tej grupy są Jack Orsen i Prinz Pi). W 2005 i 2006 roku Keyza Soze wydaje dwa albumy instrumentalne, Hustlinstrumentals Vol.1 i Hustlinstrumentals Vol.2. W 2007 roku wydaje ostatni album w swojej karierze, Der Komponist.

## Albumy
- 2005: Hustlinstrumentals Vol.1
- 2006: Hustlinstrumentals Vol.2
- 2006: World Wide Connectid
- 2007: WWW – Welt Weite Worts – Taktloss and The Rifleman
- 2007: Der Komponist